# رود ديكنسون
رود ديكنسون (بالإنجليزية: Rod Dickinson)‏ هو رسام بريطاني، ولد في 1965.

## وصلات خارجية
- الموقع الرسمي